# Polycaena chauchowensis
Polycaena chauchowensis är en fjärilsart som beskrevs av Clayton Dissinger Mell 1913. Polycaena chauchowensis ingår i släktet Polycaena och familjen Riodinidae. Inga underarter finns listade i Catalogue of Life.